# Краснопятнистая тетра
Краснопятнистая тетра (лат. Hyphessobrycon erythrostigma) — вид лучепёрых рыб из рода хифессобриконы. Мирная рыба небольших размеров.

## Описание
Имеет приплюснутое с боков тело с длинным спинным плавником, и широким анальным плавником, который начинается от середины брюшка до начала хвоста. Цвет рыбы варьируется от бежево-оранжевого, до серебристого. На теле есть ярко-красное пятно в форме сердца. На спинном плавнике тёмный штрих. У самцов спинной плавник изогнут, а у самок он короткий. Длина тела — 6,1 см. Чёрные глаза с красным ободком. При правильных условиях содержания в аквариуме рыбка станет красочной. Хвостовой, анальный и грудные плавники прозрачные. Спинной плавник украшен вкраплениями красного и чёрного цветов. Живёт 3-5 лет (в зависимости от условий содержания).

## Обитание
Обитает на границе Перу, Бразилии и Колумбии, в реке Рио-Пурус. Обитает в притоках, лесных озёрах, а также связан с древесными структурами, например, корни, упавшие ветки, прибрежная растительность и водные растения.

## Содержание
Рыбы любят чистую воду, с хорошей аэрацией. В очиститель надо положить немного торфа. Температура воды должна быть 22-28 °C. В аквариум надо положить коряги и камни. Подходит яркое освещение. В аквариуме должно быть 60 л воды. Совмещается с гуппи, другими тетрами, расборами и моллинезиями. Водородный показатель 6,0-7,2. Можно содержать в группе с 10 особями.

### Разведение
Аквариум должен быть с растениями с длинными листьями (также должны быть желательно и плавающие растения), также должен быть просторным. На дно надо уложить сепараторную сетку. Уровень воды поддерживается от 10 до 15 см. Стимулом служит замена старой воды на новую, а также повышение температуры на 2-4 °C. Перед нерестом жителей аквариума надо рассадить по ещё нескольким и кормить разным кормом. Одна самка отложит 300 икринок. Сразу после этого, самку отсаживают в другой аквариум, а нерестовик оставляют. Инкубационный период длится 1-2 дня. Через три дня мальков надо кормить живой пылью, коловратками и инфузорией. Половозрелость наступает через 8-12 месяцев.